# Saprosites pygmaeus
Saprosites pygmaeus är en skalbaggsart som beskrevs av Edgar von Harold 1877. Saprosites pygmaeus ingår i släktet Saprosites och familjen Aphodiidae. Inga underarter finns listade i Catalogue of Life.